# II liga polska w piłce nożnej (1975/1976)
II liga 1975/1976 – 28. edycja rozgrywek drugiego poziomu ligowego piłki nożnej mężczyzn w Polsce. Wzięły w nich udział 32 drużyny, grając w dwóch grupach systemem kołowym. Sezon ligowy rozpoczął się w sierpniu 1975, ostatnie mecze rozegrano w czerwcu 1976.
| Poziomy rozgrywkowe w sezonie 1975/1976 | Poziomy rozgrywkowe w sezonie 1975/1976 | Poziomy rozgrywkowe w sezonie 1975/1976 |
| Rozgrywki                               | P                                       | Nazwa                                   |
| --------------------------------------- | --------------------------------------- | --------------------------------------- |
| Centralne                               | I                                       | I Liga                                  |
| Centralne                               | II                                      | II Liga (2 grupy)                       |
| Okręgowe (17 okręgów)                   | III                                     | Ligi Okręgowe                           |
| Okręgowe (17 okręgów)                   | IV                                      | A klasa                                 |
| Okręgowe (17 okręgów)                   | V                                       | B klasa                                 |
| Okręgowe (17 okręgów)                   | VI                                      | C klasa                                 |

## Drużyny

### Grupa południowa
| Uczestnicy poprzedniej edycji | Uczestnicy poprzedniej edycji |
| ----------------------------- | ----------------------------- |
| GKS Katowice                  | 2                             |
| Piast Gliwice                 | 3                             |
| Odra Opole                    | 4                             |
| BKS Stal Bielsko-Biała        | 5                             |
| Urania Ruda Śląska            | 6                             |
| Moto Jelcz Oława              | 7                             |
| Siarka Tarnobrzeg             | 8                             |

| Star Starachowice         | 9  |
| Wisłoka Dębica            | 10 |
| Stal Stalowa Wola         | 11 |
| AKS Niwka                 | 12 |
| Sparta Zabrze             | 13 |
| Spadek z I ligi 1974/1975 |    |
| Gwardia Warszawa          | 15 |

| grupa IV         |   |
| Zagłębie Lubin   | 1 |
| grupa V          |   |
| Korona Kielce    | 1 |
| grupa VI         |   |
| Małapanew Ozimek | 1 |

### Grupa północna
| Uczestnicy poprzedniej edycji | Uczestnicy poprzedniej edycji |
| ----------------------------- | ----------------------------- |
| Lechia Gdańsk                 | 2                             |
| Motor Lublin                  | 3                             |
| Zagłębie Wałbrzych            | 4                             |
| Zawisza Bydgoszcz             | 5                             |
| Stoczniowiec Gdańsk           | 6                             |
| Gwardia Koszalin              | 7                             |
| Olimpia Poznań                | 8                             |

| Avia Świdnik              | 9  |
| Bałtyk Gdynia             | 10 |
| RKS Ursus                 | 11 |
| Polonia Warszawa          | 12 |
| Stal Stocznia Szczecin    | 13 |
| Spadek z I ligi 1974/1975 |    |
| Arka Gdynia               | 16 |

| grupa I               |   |
| Dąb Dębno             | 1 |
| grupa II              |   |
| Jagiellonia Białystok | 1 |
| grupa III             |   |
| Polonia Bydgoszcz     | 1 |

## Rozgrywki
Uczestnicy obu grup rozegrali po 30 kolejek ligowych (razem 240 spotkań) w dwóch rundach: jesiennej i wiosennej. Mistrzowie grup uzyskali awans do I ligi, zaś do klasy międzywojewódzkiej spadły drużyny z miejsc 14–16.

### Grupa południowa – tabela
| Lp. | Drużyna                | M  | Z  | R  | P  | Bramki | Bramki | Różn. | Pkt | Uwagi                              |
| --- | ---------------------- | -- | -- | -- | -- | ------ | ------ | ----- | --- | ---------------------------------- |
| 1   | Odra Opole (M) (A)     | 30 | 21 | 7  | 2  | 52     | 8      | +44   | 49  | Awans do I ligi                    |
| 2   | Piast Gliwice          | 30 | 16 | 8  | 6  | 42     | 22     | +20   | 40  |                                    |
| 3   | Star Starachowice      | 30 | 12 | 8  | 10 | 37     | 30     | +7    | 32  |                                    |
| 4   | Urania Ruda Śląska     | 30 | 12 | 8  | 10 | 31     | 29     | +2    | 32  |                                    |
| 5   | Małapanew Ozimek       | 30 | 12 | 8  | 10 | 28     | 33     | −5    | 32  |                                    |
| 6   | Stal Stalowa Wola      | 30 | 10 | 11 | 9  | 30     | 28     | +2    | 31  |                                    |
| 7   | BKS Stal Bielsko-Biała | 30 | 12 | 7  | 11 | 34     | 38     | −4    | 31  |                                    |
| 8   | GKS Katowice           | 30 | 10 | 10 | 10 | 38     | 25     | +13   | 30  |                                    |
| 9   | Wisłoka Dębica         | 30 | 10 | 9  | 11 | 30     | 30     | 0     | 29  |                                    |
| 10  | Moto Jelcz Oława       | 30 | 10 | 8  | 12 | 36     | 39     | −3    | 28  |                                    |
| 11  | Gwardia Warszawa       | 30 | 11 | 4  | 15 | 28     | 33     | −5    | 26  | Przeniesiona do grupy północnej    |
| 12  | Siarka Tarnobrzeg      | 30 | 7  | 12 | 11 | 17     | 29     | −12   | 26  |                                    |
| 13  | Sparta Zabrze          | 30 | 7  | 11 | 12 | 20     | 34     | −14   | 25  |                                    |
| 14  | AKS Niwka (S)          | 30 | 8  | 8  | 14 | 22     | 30     | −8    | 24  | Spadek do klasy międzywojewódzkiej |
| 15  | Korona Kielce (S)      | 30 | 10 | 4  | 16 | 27     | 37     | −10   | 24  | Spadek do klasy międzywojewódzkiej |
| 16  | Zagłębie Lubin (S)     | 30 | 8  | 5  | 17 | 24     | 51     | −27   | 21  | Spadek do klasy międzywojewódzkiej |

### Grupa północna – tabela
| Lp. | Drużyna                    | M  | Z  | R  | P  | Bramki | Bramki | Różn. | Pkt | Uwagi                              |
| --- | -------------------------- | -- | -- | -- | -- | ------ | ------ | ----- | --- | ---------------------------------- |
| 1   | Arka Gdynia (M) (A)        | 30 | 20 | 7  | 3  | 53     | 14     | +39   | 47  | Awans do I ligi                    |
| 2   | Lechia Gdańsk              | 30 | 18 | 8  | 4  | 38     | 17     | +21   | 44  |                                    |
| 3   | Motor Lublin               | 30 | 14 | 9  | 7  | 35     | 15     | +20   | 37  |                                    |
| 4   | Stoczniowiec Gdańsk        | 30 | 15 | 4  | 11 | 43     | 30     | +13   | 34  |                                    |
| 5   | Bałtyk Gdynia              | 30 | 11 | 10 | 9  | 30     | 26     | +4    | 32  |                                    |
| 6   | Zagłębie Wałbrzych         | 30 | 10 | 10 | 10 | 37     | 24     | +13   | 30  |                                    |
| 7   | Gwardia Koszalin           | 30 | 12 | 6  | 12 | 35     | 38     | −3    | 30  |                                    |
| 8   | Polonia Bydgoszcz          | 30 | 11 | 8  | 11 | 24     | 33     | −9    | 30  |                                    |
| 9   | Jagiellonia Białystok      | 30 | 11 | 7  | 12 | 36     | 37     | −1    | 29  |                                    |
| 10  | Avia Świdnik               | 30 | 10 | 9  | 11 | 24     | 34     | −10   | 29  |                                    |
| 11  | RKS Ursus                  | 30 | 10 | 8  | 12 | 31     | 31     | 0     | 28  |                                    |
| 12  | Olimpia Poznań             | 30 | 10 | 8  | 12 | 24     | 26     | −2    | 28  |                                    |
| 13  | Zawisza Bydgoszcz          | 30 | 11 | 6  | 13 | 30     | 33     | −3    | 28  |                                    |
| 14  | Stal Stocznia Szczecin (S) | 30 | 8  | 10 | 12 | 29     | 36     | −7    | 26  | Spadek do klasy międzywojewódzkiej |
| 15  | Polonia Warszawa (S)       | 30 | 6  | 7  | 17 | 14     | 34     | −20   | 19  | Spadek do klasy międzywojewódzkiej |
| 16  | Dąb Dębno (S)              | 30 | 2  | 5  | 23 | 16     | 71     | −55   | 9   | Spadek do klasy międzywojewódzkiej |

## Baraże o II ligę
Po zakończeniu sezonu II ligi i klasy wojewódzkiej (trzeci poziom ligowy) odbyły się turnieje barażowe o udział w II lidze 1976/1977. Wzięły w nich udział 24 drużyny. Zostały one podzielone na 6 grup po 4 uczestników, których zwycięzcy zdobyli miejsca na drugim poziomie rozgrywkowym.

### Grupa I
Uczestnicy:
- Górnik Knurów
- Górnik Wałbrzych
- Sparta Szamotuły
- Unia Racibórz

Awans: Górnik Wałbrzych.

### Grupa II
| Lp. | Drużyna              | M | Z | R | P | Bramki | Bramki | Różn. | Pkt | Uwagi            |
| --- | -------------------- | - | - | - | - | ------ | ------ | ----- | --- | ---------------- |
| 1   | Hutnik Nowa Huta (A) | 6 | 5 | 0 | 1 | 16     | 5      | +11   | 10  | Awans do II ligi |
| 2   | Raków Częstochowa    | 6 | 5 | 0 | 1 | 12     | 8      | +4    | 10  |                  |
| 3   | Stal Kraśnik         | 5 | 1 | 0 | 4 | 7      | 15     | −8    | 2   |                  |
| 4   | Radomiak Radom       | 5 | 1 | 0 | 4 | 7      | 14     | −7    | 2   |                  |

| Gospodarz \ Gość  | HUT | RAK | KRA | RAD |
| Hutnik Nowa Huta  |     | 1:2 | 6:0 | 2:0 |
| Raków Częstochowa | 1:3 |     | 3:1 | 4:3 |
| Stal Kraśnik      | 1:2 | 0:1 |     | 4:1 |
| Radomiak Radom    | 1:2 | 0:1 | 2:1 |     |

### Grupa III
Uczestnicy:
- Gwardia Szczytno
- Olimpia Elbląg
- Pogoń Siedlce
- Wigry Suwałki

Awans: Olimpia Elbląg.

### Grupa IV
Uczestnicy:
- Piast Nowa Ruda
- Resovia
- Stal Brzeg
- Unia Tarnów

Awans: Unia Tarnów (pierwotnie zwycięzcą grupy ogłoszono Stal Brzeg, jednak w spotkaniu Stal – Unia w drużynie gospodarzy wystąpił nieuprawniony zawodnik, przez co orzeczono walkower na korzyść tarnowian).

### Grupa V
| Lp. | Drużyna                            | M | Z | R | P | Bramki | Bramki | Różn. | Pkt | Uwagi             |
| --- | ---------------------------------- | - | - | - | - | ------ | ------ | ----- | --- | ----------------- |
| 1   | Zagłębie Konin (S)                 | 6 | 4 | 1 | 1 | 14     | 6      | +8    | 9   | Spadek do klasy A |
| 2   | Concordia Piotrków Trybunalski (A) | 6 | 3 | 1 | 2 | 11     | 8      | +3    | 7   | Awans do II ligi  |
| 3   | Stilon Gorzów Wielkopolski (S)     | 6 | 2 | 2 | 2 | 9      | 11     | −2    | 6   | Spadek do klasy A |
| 4   | RKS Błonie (S)                     | 6 | 0 | 2 | 4 | 4      | 13     | −9    | 2   | Spadek do klasy A |

| Gospodarz \ Gość               | ZKN | CON | STI | BŁO |
| Zagłębie Konin                 |     | 1:3 | 3:0 | 4:0 |
| Concordia Piotrków Trybunalski | 1:2 |     | 3:1 | 1:1 |
| Stilon Gorzów Wielkopolski     | 1:1 | 3:2 |     | 2:0 |
| RKS Błonie                     | 1:3 | 0:1 | 2:2 |     |

Po rozpoczęciu rozgrywek II ligi 1976/1977 Polski Związek Piłki Nożnej zdegradował Zagłębie Konin, Stilon Gorzów Wielkopolski i RKS Błonie do klasy A (piąty poziom ligowy) za udział w tzw. aferze konińskiej. Jednym z „ustawionych” spotkań był mecz Błonie – Zagłębie (1:3). Awans na drugi poziom rozgrywkowy uzyskała Concordia Piotrków Trybunalski.

### Grupa VI
Uczestnicy:
- Arkonia Szczecin
- BKS Bydgoszcz
- Gryf Słupsk
- Zastal Zielona Góra

Awans: Arkonia Szczecin.